# Pierre de Baradat
Pierre de Baradat († 28. August 1682) war ein französischer Adliger und Militär. 

## Leben
Pierre de Baradat ist ein Sohn von Guillaume de Baradat, Seigneur de Damery, de Fleury en Champagne et de Thou en Brie, und Suzanne de Romain. Seine Brüder sind u. a. François de Baradat († 1683), Favorit des Königs Ludwig XIII., und Henri de Baradat († 1659), Graf und Bischof von Noyon, Pair de France.
Während des Dreißigjährigen Kriegs stellte er am 20. März 1635 eine Kompanie im Infanterieregiment seines Bruders François auf und befehligte sie bei der Einnahme von Bingen, der Aufhebung der Belagerung von Zweibrücken durch den Gegner, der Unterstützung von Mainz und der Schlacht von Wallerfangen im selben Jahr. 
Nachdem dieses Regiment am 22. Juni 1636 entlassen worden war, diente es im Rahmen des Französisch-Spanischen Kriegs im Oktober 1636 freiwillig bei der Belagerung von Corbie, 1637 bei den Belagerungen von Landrecies, Maubeuge und La Capelle, 1638 bei Saint Omer, 1639 bei Hesdin, 1640 bei Arras, 1641 bei Aire, 1642 bei Collioure und Perpignan und 1643 in der Schlacht von Rocroi. 
Am 4. Juli 1643 Jahres erhielt er eine Kompanie im Régiment de La Reine-Mère cavalerie, als dieses gebildet wurde, und marschierte anschließend bei der Belagerung von Thionville mit. Er war 1644 bei der Belagerung von Gravelines, 1645 bei der Einnahme von Menen und Béthune.
1647 kämpfte er bei der Belagerung von Cremona unter Francesco I. d’Este, Herzog von Modena, im gleichen Jahr in der Schlacht von Civitta bei Bologna, wo er am 28. Dezember verwundet und gefangen genommen wurde, sowie 1648 bei der Belagerung und in der Schlacht von Cremona vom 30. Juni. Er wurde 1649 und 1650 in der Italienarmee eingesetzt und am 18. Oktober 1649 zum Maréchal de camp ernannt. Als das zweite Régiment de La Reine cavalerie durch einen Befehl vom 18. Oktober 1651 aufgestellt wurde, diente er als Maréchal de camp Lieutenant bei der Blockade von Montrond. 1652 schloss er sich der Armee der Marschälle Turenne und La Ferté an; am 2. Juli kämpfte er in der Schlacht im Faubourg Saint-Antoine bei Paris.
Am 15. Februar 1653 wurde er wegen der Abwesenheit des Comte de Palluau zum Kommandeur im Berry. Er befehligte 1654 Casale Monferrato, diente 1656 bei der Belagerung von Valenza, gab im selben Jahr das Kommando des Régiment de La Reine zugunsten seines Neffen Henri du Prat, Marquis de Nantouillet († 1697), auf und zog sich aus dem Militärdienst zurück. 
Pierre de Baradat starb am 28. August 1682 im Rang eines Maréchal de camp. Er wurde in der Dominikanerkirche von Laval bestattet.

## Familie
Pierre de Baradat heiratete 1670 Françoise Rousseau-de-Mesnil, Tochter von Jean Rousseau-de-Mesnil, Seigneur de Grammoceau. Ihre Kinder sind:
- Henri François (* 6. Januar 1677 in Laval), den letzten männlichen Angehörige der Familie; er trat 1691 in die Erste Kompanie der Musketiere ein, wurde Capitaine im Régiment de Cambrésis und quittierte den Militärdienst 1714 nach dem Frieden von Utrecht; er zog sich in den geistlichen Stand zurück und erhielt 1720 von Ludwig XV. eine Pfründe in Reims
- Tochter († jung), bestattet in der Kirche des Klosters Clairmont
- Henriette (* 29. September 1673 in Laval; † nach 1725), geistlich in der Abtei Notre-Dame de Jouarre
- Catherine Rose († jung), in der Dominikanerkirche von Laval bestattet